# Балка П'яна
Балка П'яна, Байрак П'яний — балка (річка) в Україні у Шахтарському районі Донецької області. Ліва притока річки Булавинки (басейн Азовського моря).

## Опис
Довжина балки приблизно 5,27 км, найкоротша відстань між витоком і гирлом — 4,91 км, коефіцієнт звивистості річки — 1,07. Формується декількома балками та загатами.

## Розташування
Бере початок на північно-західній стороні від села Малоорлівка. Тече переважно на північний захід через селище Дружне і на південно-східній околиці міста Єнакієве впадає в річку Булавинку, ліву притоку річки Кринки.

## Цікаві факти
- Від витоку балки на північно-східній стороні на відстані приблизно 2,16 км пролягає автошлях Т 0517[2] (автомобільний шлях територіального значення у Донецькій області. Пролягає територією Єнакієвської, Кіровської, Шахтарської міськрад і Шахтарського та Амвросіївського районів через Єнакієве — Бунге — Хрестівку — Шахтарськ — Амвросіївку. Загальна довжина — 45,5 км.).
- На правому березі балки у місті Бунге розташований териком імені Петра Болбочана[4].
- У XX столітті на балці існували молочно-тваринна ферма (МТФ) та газова сверловина[3].